# Куп'янськ-Вузловий (станція)
Ку́п'янськ-Вузлови́й — вузлова дільнична залізнична станція 2-го класу Куп'янської дирекції залізничних перевезень Південної залізниці на перетині трьох ліній Коробочкине — Куп'янськ-Вузловий, Куп'янськ-Вузловий — Тропа та Тополі — Куп'янськ-Вузловий.

## Історія
Станція відкрита у 1895 році при прокладанні приватної гілки Харківсько-Балашовської залізниці.
5 серпня 1895 року організована Куп'янськ-Вузлова дистанція колії, що відносилися на той час до Південно-Східної залізниці.
У 1901 році подовжено до Куп'янська залізницю з Бєлгорода, з тих пір станція — великий залізничний вузол.
Станом на 1941 рік нетривалий час курсував пасажирський поїзд № 54/53 сполученням Харків — Куп'янськ через Бєлгород. Він обслуговувався одним складом Південної залізниці, який мав схему з 11 вагонів, у тому числі 8 загальних пасажирських вагонів по 70 місць кожен (всього розрахований на 560 місць), були також ізотермічний вагон та поштово-багажний вагон. З Харкова поїзд вирушав о 15:40 і прямував із зупинками по всіх станціях, крім Південного Сортувального посту та Північного Сортувального посту, та прибував у Куп'янськ-Вузловий о 23:17. Зворотно з Куп'янська-Вузлового поїзд вирушав о 01:20 та прибував до Харкова о 09:12.
У 1967 році станція електрифікована змінним струмом (~25 кВ) в складі дільниці Куп'янськ — Валуйки. 1 січня 1968 року розпочався регулярний рух поїздів під електровозною тягою на дільниці Куп'янськ — Валуйки.
24 серпня 2009 року відбулося урочисте відкриття нового вокзалу станції Куп'янськ-Вузловий. Даний вокзал став береговим, на відміну від двох попередніх будівель, які поділяли станцію на Балашовську та Лисичанську сторони.
20 серпня 2011 року на станції Куп'янськ-Вузловий відбувся урочистий запуск рейкового автобуса за маршрутом Куп'янськ — Вовчанськ. У 2018 році рейкові автобуси передані на Південно-Західну залізницю для обслуговування маршрутів «Kyiv Boryspil Express», замість них курсують приміські поїзди локомотивної тяги з 1-2 вагонами.
В ніч з 3 на 4 грудня 2022 року російські окупанти завдали ракетного удару із ЗРК С-300 по залізничній станції Куп'янськ-Вузловий. Внаслідок обстрілу була пошкоджена залізнична інфраструктура.

## Пасажирське сполучення
20 січня 1992 року, відповідно з Наказом начальника Південної залізниці № 6/Н, всі підприємства, організації та установи, які територіально розташовані в Росії, були передані Бєлгородському відділенню Південно-Східної залізниці, яке, відповідно, вийшло зі складу Південної залізниці. Дільниця Приколотне — Вовчанськ увійшла до складу Куп'янської дирекції Південної залізниці.
До 1992 року на дільниці Бєлгород — Куп'янськ-Вузловий прямували пасажирські поїзди, які у 1992 році були замінені приміськими поїздами:
- Бєлгород — Куп'янськ-Вузловий;
- Куп'янськ-Вузловий — Вовчанськ.

У 2014 році поїзд Бєлгород — Куп'янськ-Вузловий був скасований, залишивши російську частину лінії Куп'янськ-Вузловий — Бєлгород без пасажирського руху взагалі.
Далеке сполучення було представлене до березня 2020 року міжнародним поїздом № 370/369 Харків — Баку (поїзд курсував по числам, 1 раз на 4 дні і прямував через Росію через Тополі, Валуйки, Ростов).
До російського вторгнення в Україну пасажирське сполучення здійснювалося:
- у внутрішньому сполученні поїздами до Лисичанська, Сум, Полтави, Попасної, Києва, Хмельницького, Ужгорода та інших міст[4].

Приміське сполучення
Станція приймала приміські поїзди:
- Куп'янськ — Гракове
- Куп'янськ — Сватове
- Куп'янськ — Моначинівка — Вовчанськ
- Куп'янськ — Святогірськ
- Куп'янськ — Тополі
- Куп'янськ — Лисичанськ — Попасна
- прискорені регіональні приміські поїзди Куп'янськ — Харків.

Деякі приміські поїзди мають кінцеву на станції Куп'янськ-Південний, але при цьому все одно обов'язково проходять через станцію Куп'янськ-Вузловий.
Станом на липень 2024 року рух приміських та пасажирських поїздів тимчасово припинено на невизначенний термін у зв'язку з руйнацією залізничного мосту через річку Оскіл, який сполучає станцію із основною частиною Південної залізниці та через значні руйнування на станції внаслідок бойових дій. Приміські поїзди тимчасово курсують до зупинного пункту Осинове, який знаходиться за 3 кілометри від станції.

## Галерея

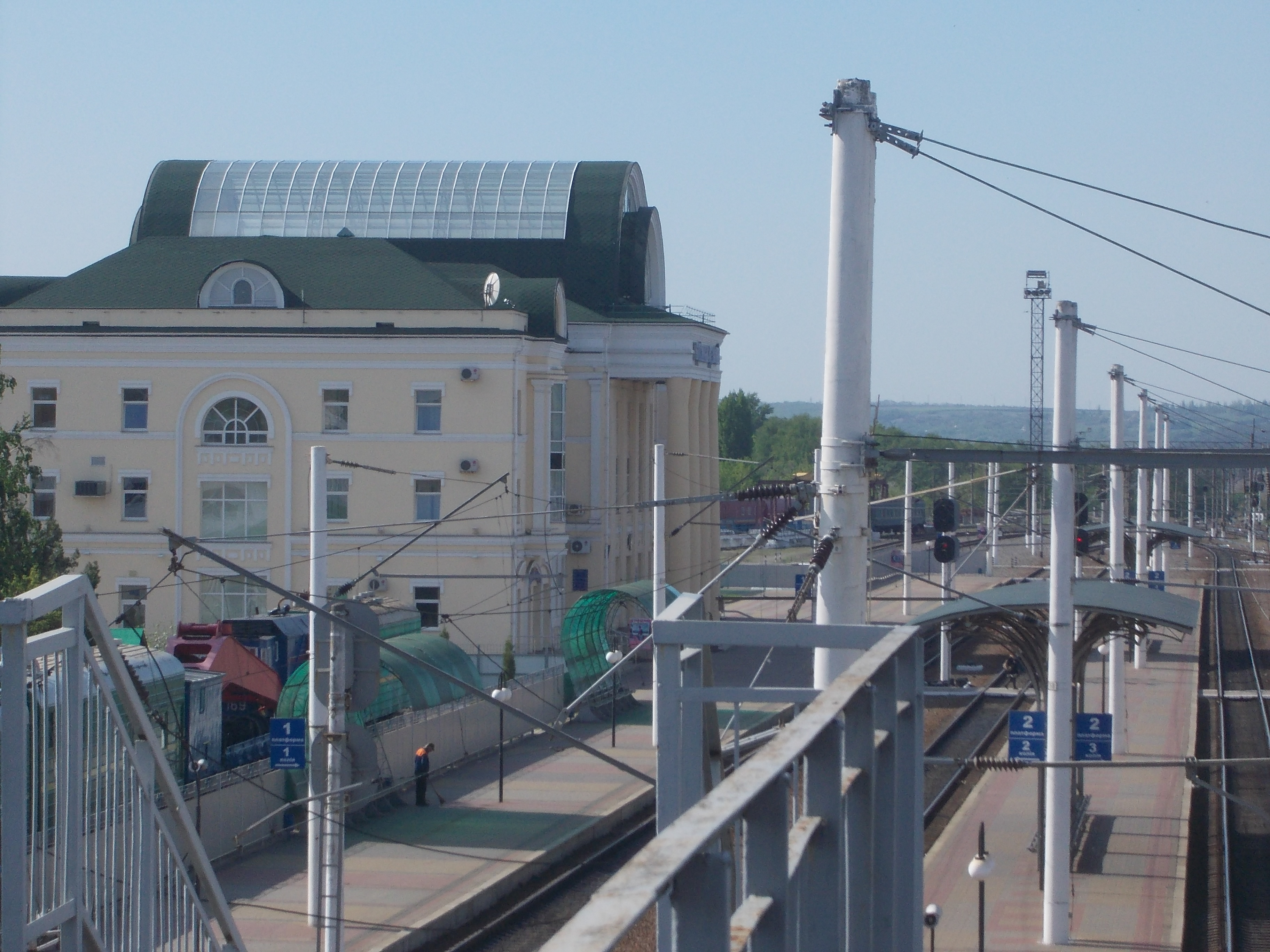
Залізничний вокзал
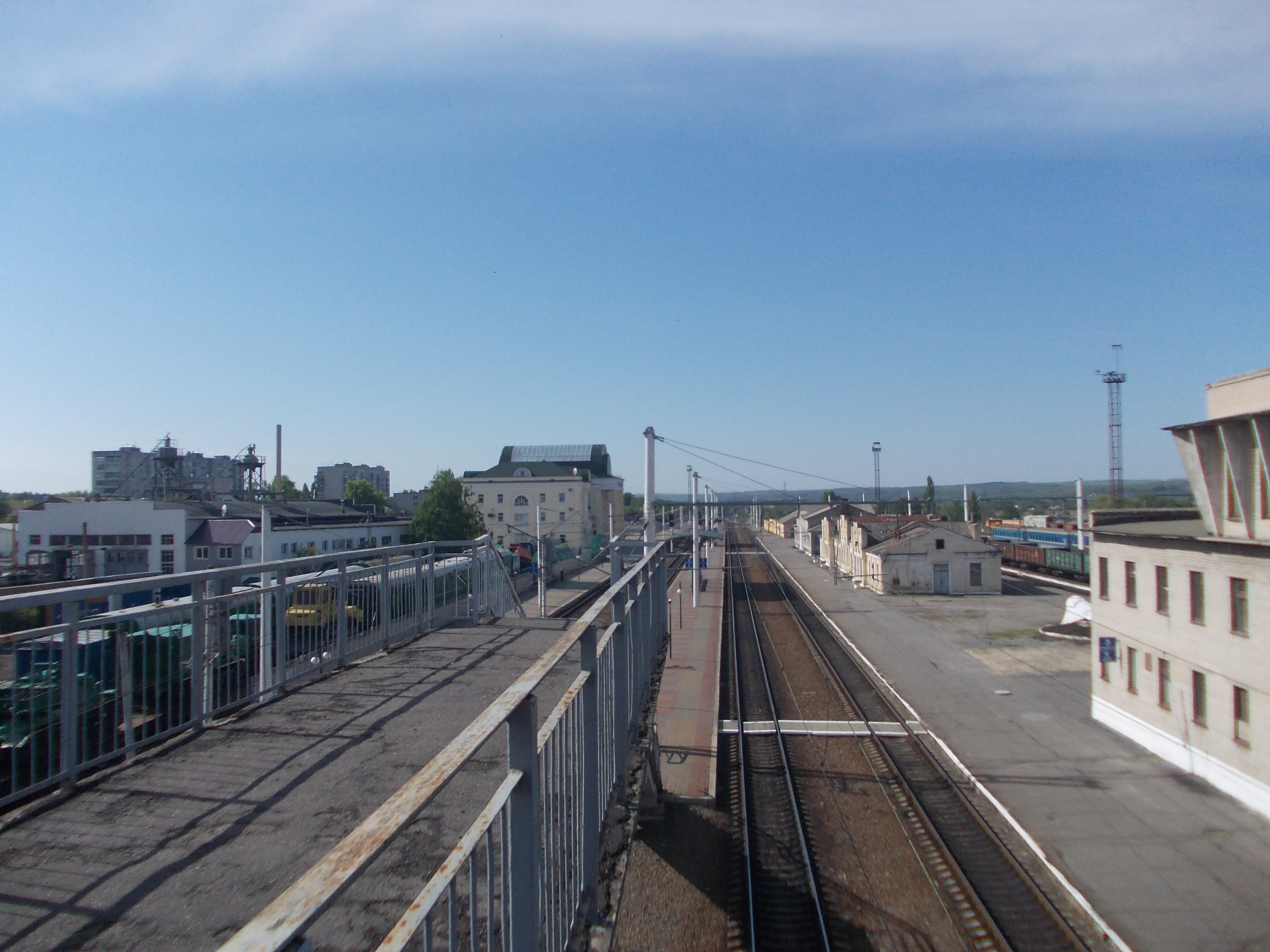
Перони станції